# Heartbreak on a Full Moon
Heartbreak on a Full Moon é o oitavo álbum de estúdio do cantor norte-americano Chris Brown. O álbum é um disco duplo, com 45 faixas, lançado digitalmente no Halloween em 31 de outubro de 2017, e em CD três dias depois pela RCA Records. Vários produtores estavam envolvidos na produção do álbum, uma parte deles produziram o álbum anterior. O álbum também conta com participações especiais de Jhené Aiko , R. Kelly , Dej Loaf , Lil Yachty, Usher, Gucci Mane , Yo Gotti , A Boogie wit da Hoodie , Kodak Black, Future, Young Thug , Ty Dolla Sign e Verse Simmonds. Com a edição deluxe tendo recursos adicionais de Agnez Mo , Trippie Redd , Ella Mai e Solo Lucci. As sessões de gravação de Heartbreak on a Full Moon ocorreram entre o final de 2015 e agosto de 2017.
Heartbreak on a Full Moon é um álbum de R&B e hip hop que também empresta gêneros como R&B alternativo , trap , pop e dancehall . Acredita-se que boa parte de suas composições tenham sido inspiradas no rompimento de Brown com Karrueche Tran. O álbum recebeu críticas polarizadas dos críticos musicais, que elogiaram as performances de Brown, mas expressaram opiniões divididas em relação à duração pouco ortodoxa do álbum. 
Heartbreak on a Full Moon é creditado como pioneiro em álbuns mais longos na era do streaming de música , abrindo caminho para artistas urbanos, como Drake, Kanye West e SZA, fazerem álbuns com mais de 20 músicas. 

## Antecedentes e Gravação

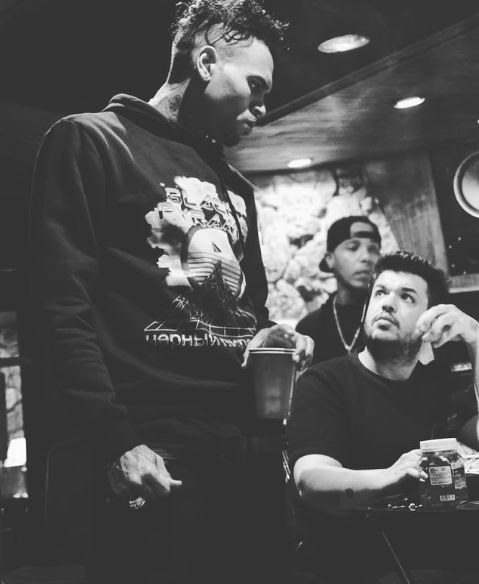
Chris Brown and his engeneer Patrizio Pigliapoco in June 2016, in the studio working on Heartbreak on a Full Moon

Brown começou a trabalhar e gravar as faixas para o álbum algumas semanas antes do lançamento de Royalty, seu sétimo álbum de estúdio, no final de 2015. Ele continuou trabalhando no álbum durante 2016 e 2017. Brown também construiu um estúdio de gravação dentro de sua casa.
“Eu pensei que Heartbreak On a Full Moon era uma representação do que minha alma queria dizer. É engraçado porque nós estamos fazendo um álbum duplo. Eu fiz muitos álbuns, mas todos eles, para mim, são favoritos e eu sinto que isso é o que eu quero dizer. Dá uma vibe. Você sente nostalgia ou tem uma sensação de individualidade”. - Em entrevista para a Complex.

## Capa
A arte da capa do álbum foi anunciada em 5 de outubro de 2017. A obra de arte mostra um coração humano, pingando sangue, na frente de uma lua rosa.

## Recepção e Critica
The Boombox escreveu positivamente sobre o álbum, definindo-o como "um esforço ambicioso que encontra o cantor transmitindo sentimentos de dor de cabeça e traição", com "Chris Brown [provando] ser um recipiente infatigável para a arte, fazendo de Heartbreak on a Full Moon uma declaração projeto que ficará entre os álbuns mais ambiciosos de seu tempo”.
| Críticas profissionais | Críticas profissionais |
| Pontuações agregadas   | Pontuações agregadas   |
| Fonte                  | Avaliação              |
| ---------------------- | ---------------------- |
| AOTY                   | 51-100                 |
| Avaliações da crítica  |                        |
| Fonte                  | Avaliação              |
| Allmusic               | [ 5 ]                  |

Qatar Tribune escreveu que “Brown é um homem de muitas vibrações e, embora elementos de sua personalidade e estilo sejam mais pronunciados em uma faixa do que em outra, tudo soa como ele. E no caso de 'Heartbreak on a Full Moon', talvez o maior feito de Brown seja que ele faz tudo se encaixar e soar muito bem”. The Jamaica Star disse que "Chris Brown com certeza tem coragem, lançando um álbum de 45 músicas quando a capacidade de atenção do público é notoriamente curta", elogiando a musicalidade do álbum: "com Heartbreak on a Full Moon, Brown se apresenta como um único - homem serviço de streaming, e ele tem acessos em todos os canais”.
A Vibe o listou entre os "12 melhores álbuns multi-disco de hip-hop e R&B" de todos os tempos. O crítico cultural e personalidade da mídia Joe Budden definiu Heartbreak on a Full Moon como o melhor álbum do cantor. Craig Jenkins do Vulture argumentou que "Na verdade, há um álbum decente escondido no desconcertante Heartbreak on a Full Moon de Chris Brown ", e escreveu que "o primeiro disco do álbum mistura jams sexuais sujas e enérgicas com hinos de vingança melancólicos que envolvem alguns dos tendências mais desagradáveis como artista, enquanto o segundo encara mais humildemente a depressão." Em uma crítica mista, o escritor do HipHopDX, Scott Glaysher, declarou: "Não há como negar a perfeição técnica de sua voz, mas mesmo aqueles tubos perfeitos não podem salvar as composições estereotipadas e sem vida." O editor do AllMusic, Andy Kellman, disse que "os destaques são suficientes para uma audição de 45 minutos que supera seu álbum anterior, e limpar as faixas nas quais o tenor de Brown passa de implorar a choramingar torna mais fácil alcançá-los. com comodidade."

## Desempenho comercial
Apesar de ter sido contabilizado apenas três dias de vendas digitais e de streaming, por causa de seu lançamento no meio da semana de acompanhamento Heartbreak on a Full Moon estreou na terceira posição na Billboard 200, a principal parada musical que ranqueia os álbuns mais populares da semana no Estados Unidos, vendendo o equivalente a 68 mil copias nos primeiros três dias, marcando o nono top-dez do artista no gráfico. O álbum marcou a sétimo entrada do cantor no topo da Billboard Top R&B/Hip-Hop Albums. Na segunda semana o álbum se manteve na terceira posição na Billboard 200, vendendo o equivalente a 73 mil copias.
No fim de 2017, o álbum vendendo o equivalente 608 mil copias, terminando o ano como trigésimo sexto álbum mais popular do ano. Até julho de 2018, o disco acumulou mais de três bilhões de transmissões continuas mundialmente. Em 2018 Heartbreak on a Full Moon foi vigésimo oitavo álbum mais popular do ano, vendendo o equivalente a 618 mil copias. Em 23 de agosto de 2019, o álbum foi certificado como dupla platina pela Recording Industry Association of America (RIAA) por vendas combinadas e unidades equivalentes ao álbum de mais de dois milhões de unidades nos Estados Unidos.

## Faixas
Créditos de produção adaptados do website da RCA Records.
| Disco 1 |                                                                                            |         |  |
| N.º     | Título                                                                                     | Duração |  |
| 1.      | "Lost & Found"                                                                             | 4:01    |  |
| 2.      | "Privacy"                                                                                  | 3:40    |  |
| 3.      | "Juicy Booty" (com participação de Jhené Aiko e R. Kelly)                                  | 4:33    |  |
| 4.      | "Questions"                                                                                | 2:09    |  |
| 5.      | "Heartbreak on a Full Moon"                                                                | 4:06    |  |
| 6.      | "Roses"                                                                                    | 3:24    |  |
| 7.      | "Confidence"                                                                               | 2:57    |  |
| 8.      | "Rock Your Body"                                                                           | 2:42    |  |
| 9.      | "Tempo"                                                                                    | 3:38    |  |
| 10.     | "Handle It" (com participação de Dej Loaf and Lil Yachty)                                  | 4:41    |  |
| 11.     | "Sip"                                                                                      | 3:17    |  |
| 12.     | "Everybody Knows"                                                                          | 3:08    |  |
| 13.     | "To My Bed"                                                                                | 4:33    |  |
| 14.     | "Hope You Do"                                                                              | 4:41    |  |
| 15.     | "This Ain't"                                                                               | 2:58    |  |
| 16.     | "Pull Up"                                                                                  | 2:22    |  |
| 17.     | "Party" (com participação de Gucci Mane e Usher)                                           | 3:40    |  |
| 18.     | "Sensei" (com participação de A1)                                                          | 2:36    |  |
| 19.     | "Summer Breeze"                                                                            | 4:00    |  |
| 20.     | "No Exit"                                                                                  | 3:20    |  |
| 21.     | "Pills & Automobiles" (com participação de Yo Gotti, A Boogie wit da Hoodie e Kodak Black) | 4:52    |  |
| 22.     | "Hurt the Same"                                                                            | 3:29    |  |

| Disco 2        |                                                      |         |  |
| N.º            | Título                                               | Duração |  |
| 1.             | "I Love Her"                                         | 2:18    |  |
| 2.             | "You Like"                                           | 2:26    |  |
| 3.             | "Nowhere"                                            | 3:13    |  |
| 4.             | "Otha Niggas"                                        | 2:59    |  |
| 5.             | "Tough Love"                                         | 4:04    |  |
| 6.             | "Paradise"                                           | 3:49    |  |
| 7.             | "Covered in You"                                     | 3:22    |  |
| 8.             | "Even"                                               | 3:59    |  |
| 9.             | "High End" (com participação de Future e Young Thug) | 3:22    |  |
| 10.            | "On Me"                                              | 2:32    |  |
| 11.            | "Tell Me What to Do"                                 | 3:26    |  |
| 12.            | "Frustrated"                                         | 3:14    |  |
| 13.            | "Enemy"                                              | 3:46    |  |
| 14.            | "If You're Down"                                     | 3:21    |  |
| 15.            | "Bite My Tongue"                                     | 2:58    |  |
| 16.            | "Run Away"                                           | 4:10    |  |
| 17.            | "This Way"                                           | 4:02    |  |
| 18.            | "Yellow Tape"                                        | 4:41    |  |
| Duração total: | Duração total:                                       | 135:48  |  |

| Heartbreak on a Full Moon (faixas bônus) |                                                                  |         |  |
| N.º                                      | Título                                                           | Duração |  |
| 19.                                      | "Reddi Wip"                                                      | 4:28    |  |
| 20.                                      | "Hangover"                                                       | 2:46    |  |
| 21.                                      | "Emotions"                                                       | 2:22    |  |
| 22.                                      | "Only 4 Me" (com participação de Ty Dolla Sign e Verse Simmonds) | 5:07    |  |
| 23.                                      | "Grass Ain't Greener"                                            | 3:21    |  |
| Duração total:                           | Duração total:                                                   | 158:33  |  |

| Deluxe edition (Cuffing Season: 12 Days of Christmas) (faixas bônus) |                                             |         |  |
| N.º                                                                  | Título                                      | Duração |  |
| 1.                                                                   | "Don't Slow Me Down"                        | 2:32    |  |
| 2.                                                                   | "On Purpose" (com participação de Agnez Mo) | 2:47    |  |
| 3.                                                                   | "Hands Up"                                  | 2:27    |  |
| 4.                                                                   | "Same Shit"                                 | 4:09    |  |
| 5.                                                                   | "Trust Me"                                  | 3:26    |  |
| 6.                                                                   | "Let Shit Go"                               | 2:56    |  |
| 7.                                                                   | "I Wanna"                                   | 2:35    |  |
| 8.                                                                   | "Water"                                     | 4:07    |  |
| 9.                                                                   | "Yoppa" (com participação de Trippie Redd)  | 3:03    |  |
| 10.                                                                  | "Get Off"                                   | 3:16    |  |
| 11.                                                                  | "This X-Mas" (com participação de Ella Mai) | 4:09    |  |
| 12.                                                                  | "Secret" (com participação de Solo Lucci)   | 3:55    |  |

Samples
- "Privacy" contém uma interpolação da música "Tight Up Skirt", de Red Rat.
- "Juicy Booty" contém sample das músicas "Cutie Pie", de One Way e California Love (Remix) de Tupac Shakur, Dr. Dre e Roger Troutman.[14]
- "Questions" contém uma interpolação da música "Turn Me On", de Kevin Lyttle.
- "To My Bed" contém uma interpolação da música "Nice & Slow", de Usher.
- "Hope You Do" contém sample da música "Where I Wanna Be", de Donell Jones.[15]
- "Even" contém uma interpolação da música "Remember the Time", de Michael Jackson.
- "Frustrated" contém uma interpolação da música "Brazilian Rhyme (Beijo Interlude)", de Earth, Wind & Fire.
- "This Way" contém sample da música "Rosa Parks", de Outkast.

## Desempenho nas paradas musicais
| Gráficos (2017)                         | Melhor posição |
| --------------------------------------- | -------------- |
| Alemanha (Offizielle Deutsche Charts)   | 35             |
| Austrália (ARIA)                        | 5              |
| Áustria (Ö3 Austria Top 40)             | 73             |
| Bélgica (Ultratop Flandres)             | 38             |
| Bélgica (Ultratop Valônia)              | 73             |
| Canadá (Billboard)                      | 10             |
| Dinamarca (Hitlisten)                   | 23             |
| Escócia (Official Scottish Albums)      | 33             |
| Estados Unidos (Billboard 200)          | 3              |
| Estados Unidos (Top R&B/Hip Hop Albums) | 1              |
| Finlândia (Suomen virallinen lista)     | 50             |
| França (SNEP)                           | 29             |
| Irlanda (IRMA)                          | 18             |
| Itália (FIMI)                           | 78             |
| Japão (Oricon)                          | 45             |
| Nova Zelândia (RMNZ)                    | 3              |
| Noruega (VG-lista)                      | 21             |
| Países Baixos (Dutch Charts)            | 15             |
| Portugal (AFP)                          | 39             |
| Reino Unido (Official Albums Chart)     | 10             |
| Reino Unido (UK R&B Albums Chart)       | 1              |
| Suíça (Schweizer Hitparade)             | 29             |

| Gráficos (2017)                                   | Posição |
| ------------------------------------------------- | ------- |
| Austrália (ARIA Urban Albums)                     | 25      |
| Estados Unidos (Billboard Top R&B/Hip-Hop Albums) | 70      |

| Gráficos (2018)                                   | Posição |
| ------------------------------------------------- | ------- |
| Austrália (ARIA)                                  | 82      |
| Austrália (ARIA Urban Albums)                     | 27      |
| Estados Unidos (Billboard 200)                    | 28      |
| Estados Unidos (Billboard Top R&B/Hip-Hop Albums) | 18      |
| Nova Zelândia (RMNZ)                              | 27      |

## Certificações
| País                  | Certificação                       |
| --------------------- | ---------------------------------- |
| Austrália (ARIA)      | Ouro                               |
| Canadá (Music Canada) | Platina                            |
| Estados Unidos (RIAA) | Ficheiro:2x Platina.svg 2x Platina |
| Nova Zelândia (RIANZ) | Platina                            |
| Reino Unido (BPI)     | Prata                              |